# Luc Besson
Luc Paul Maurice Besson (n. 18 martie 1959, Paris, Île-de-France, Franța) este un prolific regizor, scenarist și producător de film francez. În calitatea sa combinată de scenarist, regizor și producător a contribuit la realizarea a peste 90 de filme  și a regizat filme precum Leon (1994), Al cincilea element (1997) și Lucy (2014). 
Luc Besson, unul din exponenții stilului filmic cunoscut ca Cinéma du look a fost nominalizat la Premiul César pentru cel mai bun regizor și cea mai bună imagine pentru filmele sale Léon: The Professional și The Messenger: The Story of Joan of Arc. A câștigat titlurile de cel mai bun regizor și cel mai bun regizor francez pentru filmul său de acțiune The Fifth Element (1997).

## Biografie

### Anii tinereții
Besson s-a născut la Paris, din părinți ce erau instructori de înot subacvatic (cunoscut și ca scuba-diving). Influențat de anturajul în care a crescut, Besson a dorit să devină un oceanolog (biolog marin). Un accident întâmplat pe când avea 17 ani, l-a împiedicat să continue o astfel de carieră.

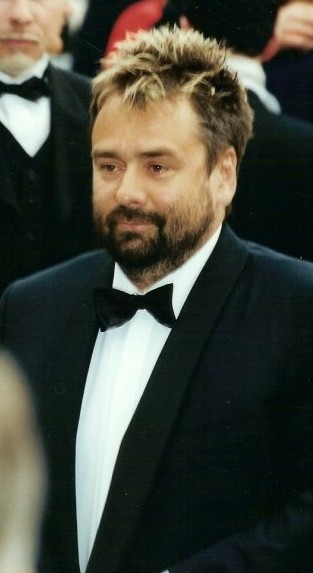
Luc Besson la Cannes

## Filmografie selectivă

### Regizor

#### Lung metraje
- 1983 Ultima bătălie (Le Dernier Combat)
- 1985 Metroul (Subway)
- 1988 Marele albastru (Le Grand Bleu)
- 1990 Nikita
- 1991 Atlantis (documentar)
- 1994 Léon
- 1997 Al cincilea element (Le Cinquième Élément)
- 1999 Ioana d'Arc (Jeanne d'Arc)
- 2005 Angel-A
- 2006 Arthur et les Minimoys
- 2009 Arthur et la Vengeance de Maltazard
- 2010 Les Aventures extraordinaires d'Adèle Blanc-Sec
- 2010 Arthur 3 : La Guerre des deux mondes
- 2011 The Lady
- 2013 Malavita
- 2014 Lucy
- 2017 Valérian et la Cité des mille planètes
- 2019 Anna
- 2023 DogMan
- 2023 June and John

### Scenarist
- 1981 L'Avant-dernier (scurtmetraj), regia proprie
- 1983 Ultima bătălie (Le Dernier Combat), regia proprie
- 1985 Metroul (Subway), regia proprie
- 1986 Kamikaze, regia Didier Grousset
- 1988 Marele albastru (Le Grand Bleu), regia proprie
- 1990 Nikita, regia proprie
- 1991 Atlantis, regia proprie
- 1994 Léon, regia proprie
- 1997 Al cincilea element (Le Cinquième Élément), regia proprie
- 1998 Taxi, regia Gérard Pirès
- 1999 Jeanne d'Arc, regia proprie
- 2000 Taxi 2, regia Gérard Krawczyk
- 2000 The Dancer, regia Frédéric Garson
- 2001 Yamakasi (Yamakasi - Les samouraïs des temps modernes), regia Ariel Zeitoun
- 2001 Le Baiser mortel du dragon, regia Chris Nahon
- 2001 Un polițist cu capsa pusă (Wasabi), regia Gérard Krawczyk
- 2002 Le Transporteur, regia Louis Leterrier și Corey Yuen
- 2003 Taxi 3, regia Gérard Krawczyk
- 2003 Fanfan la Tulipe, regia Gérard Krawczyk
- 2003 Michel Vaillant, regia Louis-Pascal Couvelaire
- 2004 Les Rivières pourpres 2 : Les Anges de l'apocalypse, regia Olivier Dahan
- 2004 În suburbii (Banlieue 13), regia Pierre Morel
- 2005 Danny the Dog, regia Louis Leterrier
- 2005 Le Transporteur 2, regia Louis Leterrier
- 2005 Revolver, regia Guy Ritchie
- 2005 Angel-A, regia proprie
- 2006 Arthur et les Minimoys, regia proprie
- 2006 Bandidas, regia Joachim Rønning și Espen Sandberg
- 2007 Taxi 4, regia Gérard Krawczyk
- 2008 Taken, regia Pierre Morel
- 2008 Le Transporteur 3, regia Olivier Megaton
- 2009 Banlieue 13 : Ultimatum, regia Patrick Alessandrin
- 2009 Arthur et la Vengeance de Maltazard, regia proprie
- 2010 From Paris with love de Pierre Morel
- 2010 Les Aventures extraordinaires d'Adèle Blanc-Sec, regia proprie
- 2010 Arthur 3 : La Guerre des deux mondes, regia proprie
- 2011 Columbiana (Colombiana), regia Olivier Megaton
- 2012 Lock Out, regia James Mather și Stephen St. Leger
- 2012 Taken 2, regia Olivier Megaton
- 2013 Un prinț (aproape) fermecător (Un prince (presque) charmant), regia Philippe Lellouche
- 2013 Malavita, regia proprie
- 2014 3 Days to Kill de McG
- 2014 Brick Mansions de Camille Delamarre
- 2014 Lucy, regia proprie
- 2015 Taken 3, regia Olivier Megaton
- 2015 Le Transporteur : Héritage, regia Camille Delamarre
- 2017 The Warriors Gate, regia Matthias Hoene
- 2017 Valérian et la Cité des mille planètes, regia proprie
- 2017 Braqueurs d'élite, regia Steven Quale
- 2018 Taxi 5, regia Franck Gastambide
- 2019 Anna, regia proprie
- 2022 Arthur, malédiction, regia Barthélemy Grossmann
- 2023 DogMan, regia proprie